# Boris Cazacu
Boris Cazacu (* 15. Januar 1919 in Zberoaia im heutigen Moldawien; † 24. August 1987 in Bukarest) war ein rumänischer Romanist und Rumänist.

## Leben und Werk
Cazacu besuchte das Gymnasium in Chișinău und studierte in Bukarest. Er war Professor an der Universität Bukarest und Korrespondierendes Mitglied der Rumänischen Akademie (1963).

## Werke
- Studii de limbă literară. Probleme actuale ale cercetării ei, Bukarest 1960
- (Hrsg.) Pagini de limbă și literatură romînă veche, Bukarest 1964
- Studii de dialectologie română, Bukarest 1966
- (mit anderen) Cours de langue roumaine. Introduction à l'étude du roumain (à l'usage des étudiants étrangers), Bukarest 1966, 4. Auflage 1981 (englisch 1969, 3. Auflage 1982)
- (mit Emil Boldan) Studii despre N. Balcescu, Bukarest 1969
- (mit I. Hangiu) Aspecte ale evoluției limbii și literaturii române 1840-1970. Latina în formația profesorului de limba română, Bukarest 1977
- (Hrsg.) Modalități de interpretare a textului literar. Sighișoara 1979, Bukarest 1981
- Limba românǎ literarǎ. Probleme teoretice şi interpretǎri de texte, Bukarest 1985
- Sovremennyj Rumynskij jazyk. Učebnik dlja russkich, Kišinev 1993